# Rullac-Saint-Cirq
Rullac-Saint-Cirq – miejscowość i gmina we Francji, w regionie Oksytania, w departamencie Aveyron. W 2013 roku jej populacja wynosiła 381 mieszkańców. Przez gminę przepływa rzeka Céor. 